# Jan Zaor
Jan Zaor (także Zaur, Zaorowicz) (ur. i zm. w XVII wieku) – polski architekt epoki baroku pochodzący z Krakowa. Działał w okresie od 1638 do 1676. Prawdopodobnie był pochodzenia niemieckiego, a nazwisko brzmiało Sauer. 
Najwcześniejszym znanym dziełem Jana Zaora jest Domek loretański w Gołębiu (1638).
Ponadto wzniósł:
- Kościół w Tarłowie (ok. 1650)
- Kaplica królewska przy Kościele farnym św. Jana Chrzciciela i św. Bartłomieja w Kazimierzu Dolnym (1653)
- Klasztor w Pożajściu (lit. Pažaislis, 1672–1674)
- kościół św. Piotra i Pawła na Antokolu w Wilnie. (1668–1675)

Po ukończeniu budowy kościoła św. Piotra i Pawła powrócił do Krakowa. Ostatnia wzmianka o nim pochodzi z roku 1675.

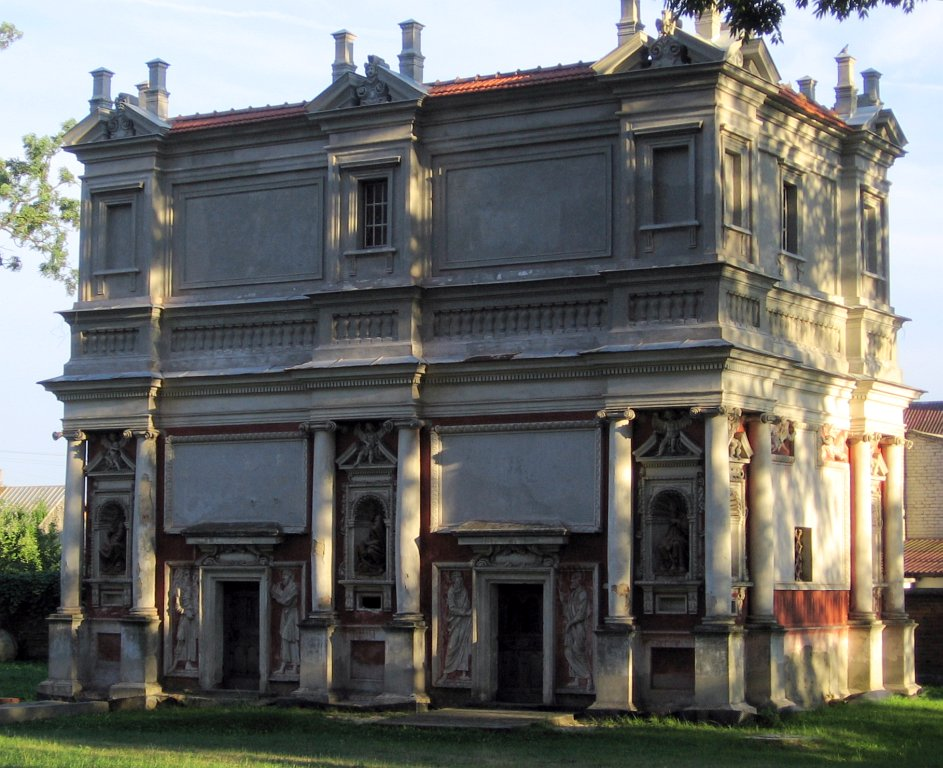
Domek loretański w Gołębiu
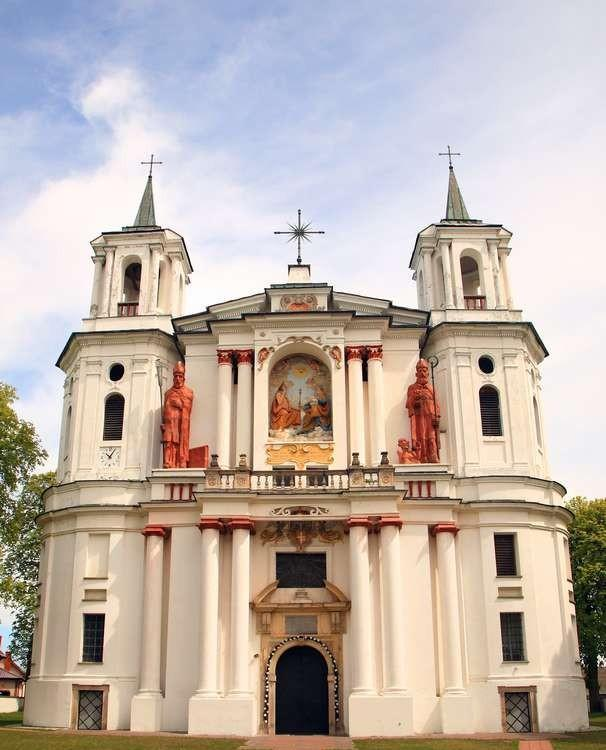
Kościół św. Trójcy w Tarłowie
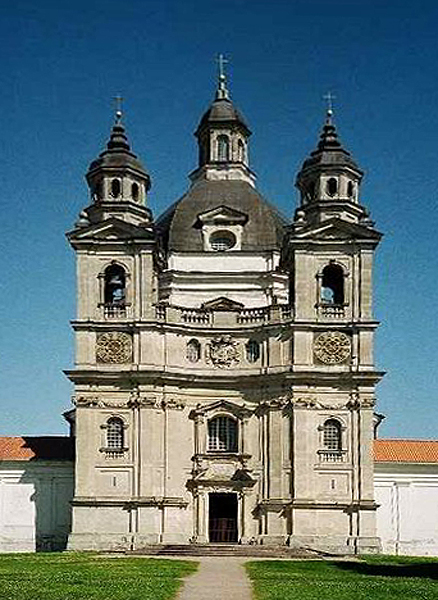
Kościół w Pożajściu
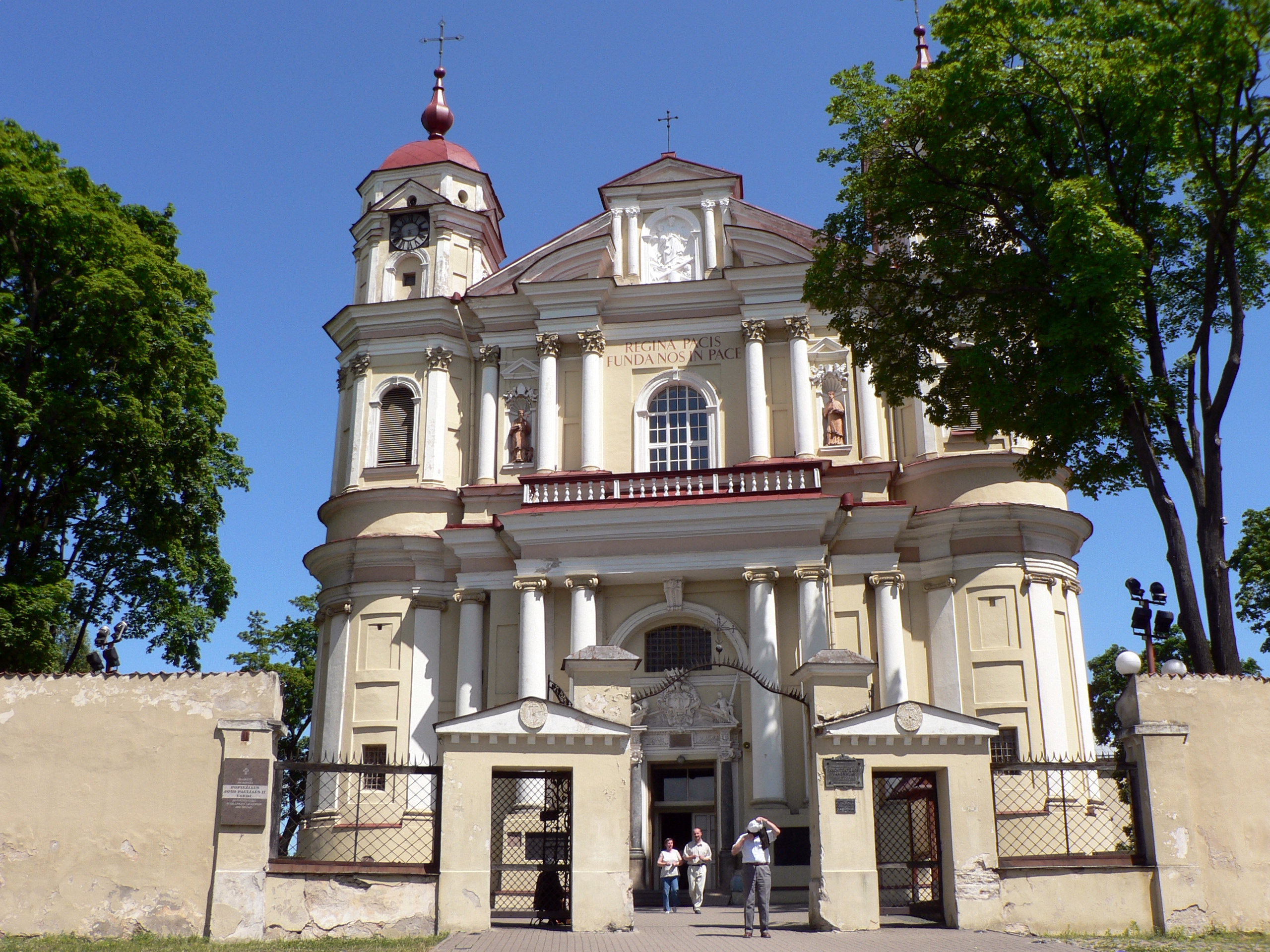
Kościół św. Piotra i Pawła na Antokolu w Wilnie